# خريطة العالم لبطليموس

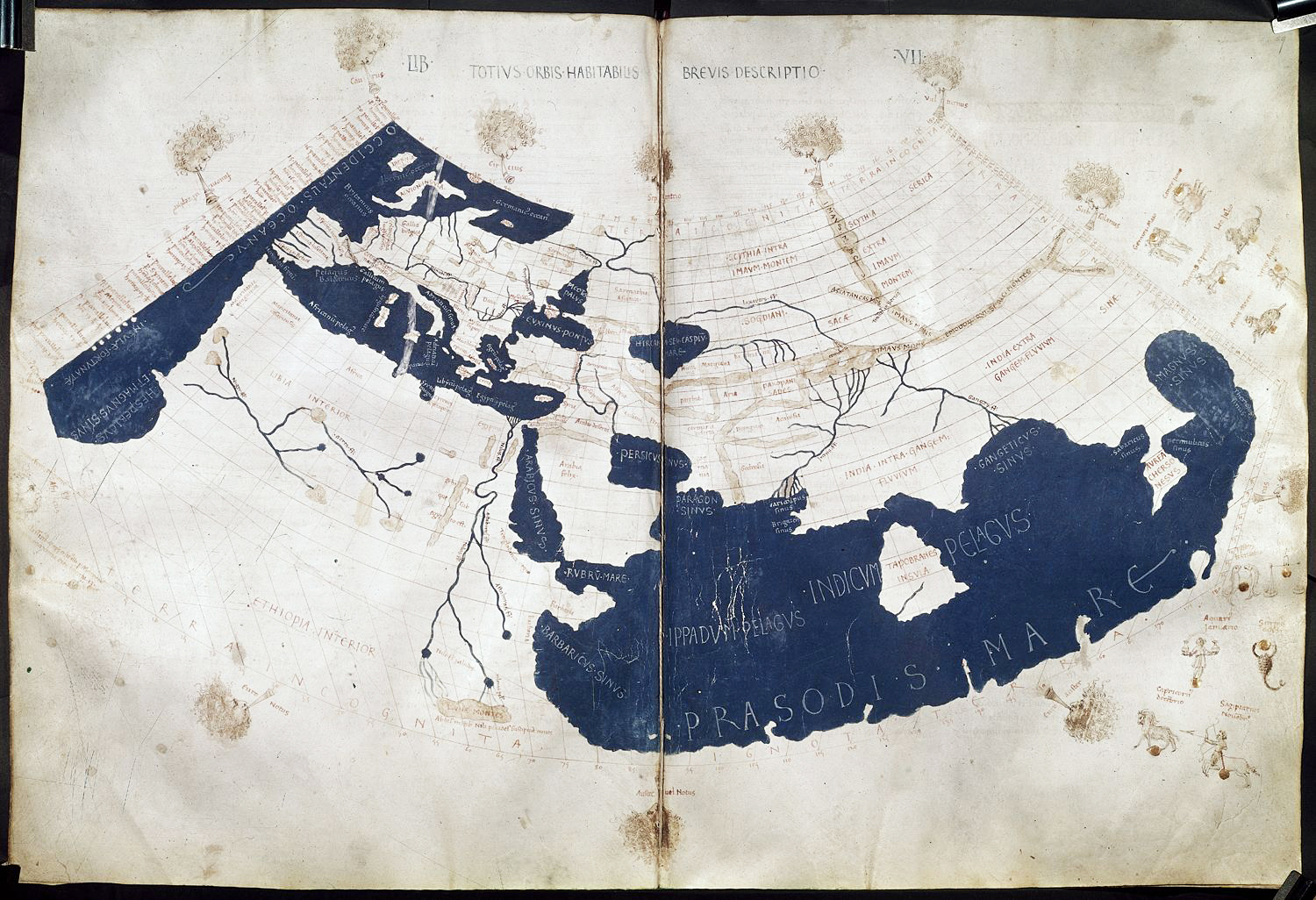
خريطة العالم لبطليموس ، أعيد تشكيلها من جغرافية بطليموس (حوالي 150) في القرن الخامس عشر، وتشير إلى "سينا" (الصين) في أقصى اليمين، خلف جزيرة "تابروبان" (سيلان أو سريلانكا ، كبيرة الحجم) و"أوريا" تشيرسونيسوس" (شبه جزيرة جنوب شرق آسيا).

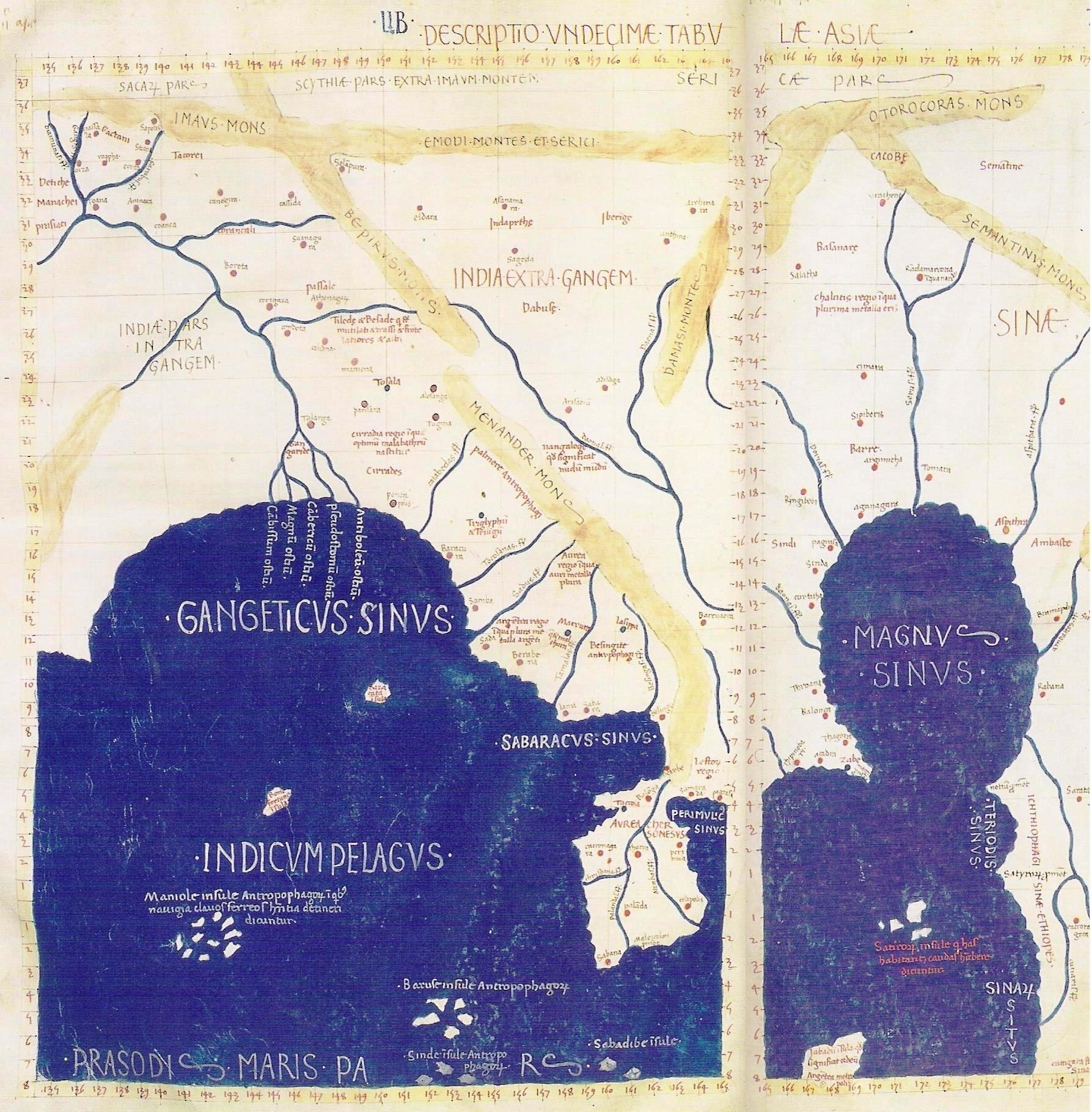
تفاصيل شرق وجنوب شرق آسيا في خريطة العالم لبطليموس. خليج الجانج (خليج البنغال) على اليسار، وشبه جزيرة جنوب شرق آسيا في الوسط، وبحر الصين الجنوبي على اليمين، مع "سيناء" (الصين).

خريطة العالم بطليموس هي خريطة للعالم المعروفة لدى المجتمعات اليونانية الرومانية في القرن الثاني. وهي مبنية على الوصف الوارد في كتاب بطليموس الجغرافيا، المكتوب حوالي 150م. استنادًا إلى نقوش في العديد المخطوطات القديمة، يُنسب الفضل تقليديًا إلى أغاثودايمون الإسكندرية.
من السمات البارزة لخريطة بطليموس أنه أول من استخدم خطوط الطول وخطوط العرض بالإضافة إلى تحديد المواقع الأرضية من خلال الملاحظات السماوية. تُرجم كتاب الجغرافيا من اليونانية إلى العربية في القرن التاسع ولعب دورًا في أعمال الخوارزمي.
أحدثت فكرة نظام الإحداثيات العالمي ثورة في الفكر الجغرافي الأوروبي، وألهمت المزيد من المعالجة الرياضية لرسم الخرائط.
قام بطليموس بتأليف كتاب "الجغرافيا"، والذي تضمن خرائط للعالم المعروف في ذلك الوقت. في حين لم يتم اكتشاف الخرائط الأصلية المصاحبة لعمل بطليموس، أعاد الرهبان البيزنطيون، بقيادة مكسيموس بلانوديس، بناء الخرائط بناءً على إحداثيات بطليموس حوالي عام 1295.
ومن الجدير بالذكر أن الخرائط التي أعيد بناؤها قد لا تعكس الشكل الدقيق للخرائط الأصلية، لأنها تستخدم الإسقاطات البديلة الأقل تفضيلاً التي قدمها بطليموس.

## القارات
القارات كما تم تصويرها أوروبا وآسيا وليبيا (أفريقيا). لا يمكن رؤية المحيط إلا في الغرب. تُميِّز الخريطة بحرين مغلقين كبيرين: البحر الأبيض المتوسط والبحر الهندي (Indicum Pelagus). بسبب القياس الخاطئ الذي قام به مارينوس وبطليموس لمحيط الأرض، فإن الأول يمتد كثيرًا من حيث درجات القوس؛ نظرًا لاعتمادهم على هيبارخوس، فقد أخطأوا في إحاطة الأخير بشاطئ شرقي وجنوبي من الأراضي غير المعروفة، مما يمنع الخريطة من تحديد الساحل الغربي للمحيط العالمي. 
يحد الهند نهرا السند والغانج، لكن شبه جزيرتها أقصر كثيرًا. وبدلاً من ذلك، تم توسيع سريلانكا (تابروبان) بشكل كبير. تم تسمية شبه جزيرة الملايو باسم تشيرسونيز الذهبية بدلاً من "الجزيرة الذهبية" السابقة، والتي اشتقت من الروايات الهندية عن المناجم الموجودة في سومطرة .
وراء نهر تشيرسونيسي الذهبي، يقع الخليج الكبير (Magnus Sinus) مزيجًا من خليج تايلاند وبحر الصين الجنوبي الذي يحده الأراضي المجهولة التي يُعتقد أنها تحيط بالبحر الهندي. تنقسم الصين إلى مملكتين - مملكة تشين (سينا) وأرض الحرير (سيريكا) - وذلك بسبب الروايات المختلفة الواردة من طرق الحرير البرية والبحرية. 
كتاب "جغرافيا" لبطليموس والخرائط المستمدة منها لعبت دورًا في توسع الإمبراطورية الرومانية نحو الشرق، حيث ساهمت شبكات التجارة الواسعة في المحيط الهندي، بما في ذلك وجود الموانئ التجارية الرومانية في الهند، في ارتباط الإمبراطورية الرومانية بالشرق الأقصى، بما في ذلك الصين. ومن هذه الموانئ، تم تسجيل السفارات الرومانية لدى الصين في المصادر التاريخية الصينية منذ حوالي عام 166.

## روابط خارجية
- الصور البطلمية في المكتبة الأوروبية
- نيكولاس الألماني ق. 1480 طبعة فلورنسا ، أول من استخدم إسقاط بطليموس الثاني، في جامعة مينيسوتا
- الخرائط البطلمية المتأخرة في جامعة كولومبيا
- عرض ريتشارد دونوهيو لإسقاط بطليموس بالمعرفة الجغرافية الحديثة
- تحليل نظم المعلومات الجغرافية وإعادة البناء الرقمي لهند بطليموس خارج نهر الغانج وسيريك وسينا
- إعادة الإعمار التكراري لغرب أفريقيا بطليموس باستخدام تحليل نظم المعلومات الجغرافية الحديثة
- التصور وتحليل نظم المعلومات الجغرافية للكرة الأرضية ذات الجانب الواحد لبطليموس في السياقين القديم والحديث